# Gyrinophilus subterraneus
Gyrinophilus subterraneus (tên tiếng Anh: West Virginia Spring Salamander) là một loài kỳ giông thuộc họ Plethodontidae.
Đây là loài đặc hữu của West Virginia.
Môi trường sống tự nhiên của chúng là carxtơ nội địa và hang.
Chúng hiện đang bị đe dọa vì mất môi trường sống.